# Pavel Lyžyn
Pavel Konstantinovič Lyžyn, accreditato come Pavel Lyzhyn dalla IAAF (in bielorusso Павел Константинович Лыжын?; Brjansk, 24 marzo 1981), è un ex pesista e discobolo bielorusso.
In carriera ha vinto un argento ai campionati europei indoor di Birmingham 2007 ed è stato finalista olimpico alle olimpiadi di Pechino 2008 e Londra 2012

## Biografia

### Gli inizi (1999-2002)
Ai campionati europei juniores del 1999 Lyžyn fece il suo esordio internazionale conquistando anche una medaglia d'argento nel lancio del disco.
In questo campionato, svoltosi a Riga (Lettonia), lanciò il peso alla misura di 17,51 m (concludendo quarto) e il disco alla misura di 52,15 m concludendo alle spalle del solo Rutger Smith.
L'anno successivo, ai campionati mondiali juniores di Santiago del Cile, concluse ancora quarto nel peso con la misura di 19,00 m.
Sempre nella stessa competizione, nella gara di lancio del disco, concluse settimo lanciando l'attrezzo da 1,750 kg a 56,24 m.
Nel 2001 partecipò ai Campionati europei under 23 di Amsterdam raggiungendo l'ottava posizione con un lancio a 18,59 metri.
L'anno successivo prese parte ai Campionati europei indoor di Vienna dove riuscì a conquistare la finale concludendo la sua gara in sesta posizione.

### Il titolo europeo under 23 (2003)
Durante la stagione 2003 riuscì ad incrementare molto il suo primato personale raggiungendo la misura di 20,86 metri durante una competizione a Minsk ed avvicinando le prime dieci posizioni nel ranking mondiale dell'anno.
Ai Campionati mondiali di Parigi, in qualificazione fallì il passaggio alla finale con un lancio a 19,84 m.
Poco dopo riuscì però a vincere l'argento alle Universiadi di Taegu dietro soltanto al connazionale Andrėj Michnevič che vinse il titolo per soli quattro centimetri.

### Le delusioni (2004-2006)
Nel 2004 alle Olimpiadi di Atene concluse prematuramente la sua gara fermandosi al turno di qualificazione (diciassettesimo con 19,60).
L'anno successivo a causa di piccoli problemi fisici non riuscì a raggiungere le misure ottenute negli anni precedenti e non prese parte né ai campionati europei indoor di Madrid né ai campionati mondiali di Helsinki.
Nel 2006, ai campionati europei di Göteborg, raggiunse in finale il decimo posto con la misura di 19,51.
Proprio questo lancio, che lo relegò fuori dalla finale a otto, fu misurato in maniera errata. L'attrezzo da 7,260 kg atterrò infatti ben oltre alla fettuccia dei 20 metri, ad una misura che gli avrebbe sicuramente permesso di arrivare tra gli otto aventi diritto di altri tre turni. Lyžyn non essendosi accorto dell'errore non fece reclamo immediatamente e la sua gara si fermò quindi al terzo lancio.

### L'argento europeo indoor (2007)
Nel marzo 2007 ai Campionati europei indoor di Birmingham, grazie al suo nuovo primato personale a 20,82, riuscì a conquistare la medaglia d'argento, dietro allo slovacco Mikuláš Konopka.
Durante la stagione all'aperto faticò molto a superare i 20 metri fermandosi alla misura di 20,02 a Cottbus in Germania.
Nell'agosto venne ancora una volta eliminato in qualificazione ai Campionati del mondo di Osaka.

### La finale olimpica (2008)
Nel 2008, dopo aver saltato completamente la stagione indoor rinunciando anche ai Campionati mondiali indoor di Valencia, iniziò nel migliore dei modi la stagione all'aperto raggiungendo la misura di 20,85 al Janusz Kusocinski Memorial di Varsavia.
Nel mese di agosto dello stesso anno raggiunse uno dei suoi più grandi successi concludendo quinto alle Olimpiadi di Pechino 2008.
Grazie ad un lancio di 20,98 metri, suo nuovo primato personale, perse per soli sette centimetri la medaglia bronzo andata allo statunitense Christian Cantwell e per appena undici quella d'argento andata al connazionale Andrėj Michnevič.

### Dai mondiali di Berlino agli europei di Barcellona (2009-2010)
Anche nella stagione 2009 decise di non partecipare alle competizioni indoor.
Durante la stagione all'aperto, ai campionati del mondo di Berlino raggiunse il sesto posto lanciano ancora a 20,98 metri; misura che l'anno precedente lo aveva portato in finale alle Olimpiadi di Pechino.
Nel 2010, dopo aver lanciato fino alla misura di 21,12 a Mahilëŭ, ai Campionati mondiali indoor di Doha 2010 ha raggiunto la sesta posizione con un lancio a 20,67.
Il 24 maggio 2010, a Brėst si è classificato secondo alle spalle di Andrėj Michnevič, siglando il suo nuovo primato personale a 21,21 metri.
Ai campionati europei di Barcellona, dopo aver concluso il turno di qualificazione con la migliore misura di 20,42, in finale non riuscì ad andare oltre al settimo posto con una misura inferiore a quella fatta il giorno precedente (20,11).

### Mondiali di Taegu (2011-2012)
Anche nella stagione 2011 decise di rinunciare alla stagione al coperto.
Il 29 aprile a Brėst, al suo esordio nella stagione outdoor, riuscì a lanciare fino alla misura di 20,85 metri concludendo la gara in seconda posizione.
Durante il mese di maggio partecipò a due tappe della Diamond League fermandosi però lontano dal podio e di conseguenza dalla zona punti: al Qatar Athletic Super Grand Prix di Doha concluse ottavo con 20,11 mentre al Golden Gala di Roma concluse settimo con 20,21.
Il 7 luglio ha conquistato il suo terzo titolo nazionale all'aperto nel getto del peso.
Giunto ai Campionati del mondo di Taegu ha lanciato solo fino alla misura di 19,91 metri concludendo in sedicesima posizione.
Nella stagione 2012, dopo aver conquistato i titoli nazionali all'aperto e al coperto e aver rinunciato alla partecipazione agli europei di Helsinki, il 3 agosto prende parte alle Olimpiadi di Londra nel getto del peso.
Supera il turno di qualificazione con la sesta misura a 20,57 metri suo nuovo primato stagionale.
Giunto in finale si migliora ulteriormente lanciando a 20,69 m e concludendo ottavo.

### La squalifica doping
Il 25 novembre 2016, alcuni test antidoping svolti a distanza di anni dalla manifestazione, sui campioni prelevati all'atleta alle Pechino 2008, risultarono positivi all'dehydrochlormethyltestosterone (turinabol), portando così alla squalifica dell'atleta dalla manifestazione che lo aveva visto concludere quarto con un lancio a 20,98 metri.

## Record nazionali
- Getto del peso indoor 21,12 m ( Mahilëŭ, 12 febbraio 2010)

## Progressione

### Getto del peso outdoor
| Stagione | Risultato | Luogo          | Data      | Rank. Mond. |
| -------- | --------- | -------------- | --------- | ----------- |
| 2015     | 20,19 m   | Brėst          | 30-4-2015 |             |
| 2014     | 20,75 m   | Ústí nad Labem | 16-7-2014 | 21º         |
| 2013     | 20,12 m   | Minsk          | 18-7-2013 | 43º         |
| 2012     | 20,69 m   | Londra         | 3-8-2012  | 15º         |
| 2011     | 20,85 m   | Brėst          | 29-4-2011 | 15º         |
| 2010     | 21,21 m   | Brėst          | 24-5-2010 | 11º         |
| 2009     | 20,98 m   | Berlino        | 15-8-2009 | 11º         |
| 2008     | 20,88 m   | Minsk          | 7-6-2008  | 15º         |
| 2007     | 20,02 m   | Cottbus        | 20-6-2007 | 39º         |
| 2006     | 20,85 m   | Istanbul       | 3-6-2006  | 10º         |
| 2005     | 20,38 m   | Brėst          | 30-4-2005 | 27º         |
| 2004     | 20,92 m   | Minsk          | 31-7-2004 | 14º         |
| 2003     | 20,86 m   | Minsk          | 28-8-2003 | 12º         |
| 2002     | 20,15 m   | Halle          | 11-5-2002 | 33º         |
| 2001     | 20,12 m   | Brėst          | 7-6-2001  | -           |
| 2000     | 19,12 m   | Brėst          | 24-8-2000 | 101º        |

### Getto del peso indoor
| Stagione | Risultato | Luogo      | Data      | Rank. Mond. |
| -------- | --------- | ---------- | --------- | ----------- |
| 2016     | 20,70 m   | Mahilëŭ    | 22-1-2016 | 12º         |
| 2015     | 20,14 m   | Homel'     | 7-2-2015  | 23º         |
| 2014     | 20,29 m   | Mahilëŭ    | 21-2-2014 | 22º         |
| 2012     | 19,80 m   | Mahilëŭ    | 10-2-2012 | 33º         |
| 2010     | 21,12 m   | Mahilëŭ    | 30-1-2010 | 8º          |
| 2007     | 20,82 m   | Birmingham | 2-3-2007  | 6º          |
| 2006     | 18,63 m   | Minsk      | 10-2-2006 | 86º         |
| 2004     | 20,13 m   | Minsk      | 30-1-2004 | 20º         |
| 2003     | 19,44 m   | Minsk      | 23-2-2003 | 34º         |
| 2002     | 19,84 m   | Vienna     | 1-3-2002  | 25º         |
| 2001     | 18,85 m   | Minsk      | 22-2-2001 | 65º         |

### Lancio del disco
| Stagione | Risultato | Luogo  | Data      | Rank. Mond. |
| -------- | --------- | ------ | --------- | ----------- |
| 2014     | 60,19 m   | Hrodna | 25-7-2014 | -           |
| 2013     | 59,47 m   | Hrodna | 26-7-2013 | 113º        |
| 2009     | 59,63 m   | Hrodna | 28-6-2009 | 107º        |
| 2008     | 59,53 m   | Hrodna | 17-5-2008 | 126º        |
| 2007     | 61,72 m   | Minsk  | 18-5-2007 | 57º         |
| 2006     | 61,30 m   | Minsk  | 21-5-2006 | 59º         |
| 2004     | 59,79 m   | Minsk  | 23-5-2004 | 105º        |
| 2003     | 57,99 m   | Minsk  | 28-6-2003 | 131º        |
| 2002     | 58,34 m   | Brėst  | 25-4-2002 | 130º        |
| 2000     | 56,82 m   | Brėst  | 24-8-2000 | 193º        |

## Palmarès
| Anno | Manifestazione    | Sede        | Evento           | Risultato | Prestazione | Note                                     |
| ---- | ----------------- | ----------- | ---------------- | --------- | ----------- | ---------------------------------------- |
| 1999 | Europei juniores  | Riga        | Getto del peso   | 4º        | 17,51 m     |                                          |
| 1999 | Europei juniores  | Riga        | Lancio del disco | Argento   | 52,15 m     |                                          |
| 2000 | Mondiali juniores | Santiago    | Getto del peso   | 4º        | 19,00 m     |                                          |
| 2000 | Mondiali juniores | Santiago    | Lancio del disco | 7º        | 56,24 m     |                                          |
| 2001 | Europei under 23  | Amsterdam   | Getto del peso   | 8º        | 18,59 m     |                                          |
| 2002 | Europei indoor    | Vienna      | Getto del peso   | 6º        | 19,79 m     |                                          |
| 2003 | Europei under 23  | Bydgoszcz   | Getto del peso   | Oro       | 20,43 m     |                                          |
| 2003 | Mondiali          | Saint-Denis | Getto del peso   | 13º       | 19,84 m     |                                          |
| 2003 | Universiadi       | Taegu       | Getto del peso   | Argento   | 20,72 m     |                                          |
| 2004 | Giochi olimpici   | Atene       | Getto del peso   | 17º       | 19,60 m     |                                          |
| 2005 | Universiadi       | Smirne      | Getto del peso   | 5º        | 19,28 m     |                                          |
| 2006 | Europei           | Göteborg    | Getto del peso   | 9º        | 19,51 m     | [ 19 ]                                   |
| 2007 | Europei indoor    | Birmingham  | Getto del peso   | Argento   | 20,82 m     |                                          |
| 2007 | Mondiali          | Osaka       | Getto del peso   | 19º (q)   | 19,45 m     | [ 20 ]                                   |
| 2008 | Giochi olimpici   | Pechino     | Getto del peso   | dq        | dq          |                                          |
| 2009 | Mondiali          | Berlino     | Getto del peso   | dq        | dq          |                                          |
| 2010 | Mondiali indoor   | Doha        | Getto del peso   | 5º        | 20,67 m     | [ 21 ]                                   |
| 2010 | Europei           | Barcellona  | Getto del peso   | 6º        | 20,11 m     | [ 22 ]                                   |
| 2011 | Mondiali          | Taegu       | Getto del peso   | 15º (q)   | 19,91 m     | [ 23 ]                                   |
| 2012 | Giochi olimpici   | Londra      | Getto del peso   | 8º        | 20,69 m     | Miglior prestazione personale stagionale |
| 2013 | Mondiali          | Mosca       | Getto del peso   | nm (q)    | nm (q)      |                                          |
| 2015 | Europei indoor    | Praga       | Getto del peso   | 16º (q)   | 19,30 m     |                                          |

## Campionati nazionali
- 7 volte campione nazionale nel getto del peso (2001, 2006/2007, 2011/2014)
- 6 volte nel getto del peso indoor (2004, 2009/2010, 2012, 2014/2015)
- 2 volte nel lancio del disco (2013/2014)

1999
- 4º ai Campionati nazionali bielorussi, getto del peso - 17,98 m
- 6º ai Campionati nazionali bielorussi, lancio del disco - 52,44 m

2000
- Bronzo ai Campionati nazionali bielorussi, getto del peso - 18,67 m
- Bronzo ai Campionati nazionali bielorussi, lancio del disco - 55,50 m

2001
- Oro ai Campionati nazionali bielorussi indoor, getto del peso - 18,85 m

2002
- Argento ai Campionati nazionali bielorussi, getto del peso - 19,57 m

2003
- Argento ai Campionati nazionali bielorussi indoor, getto del peso - 19,31 m

2004
- Oro ai Campionati nazionali bielorussi, getto del peso - 20,11 m

2005
- Argento ai Campionati nazionali bielorussi, getto del peso - 20,01 m

2006
- 4º ai Campionati nazionali bielorussi invernali, lancio del disco - 54,70 m
- Oro ai Campionati nazionali bielorussi, getto del peso - 20,60 m[24]

2007
- Oro ai Campionati nazionali bielorussi indoor, getto del peso - 20,53 m
- Argento ai Campionati nazionali bielorussi, getto del peso - 18,71 m[25]
- Bronzo ai Campionati nazionali bielorussi, lancio del disco - 57,12 m

2008
- Argento ai Campionati nazionali bielorussi, getto del peso - 20,81 m[25]
- Argento ai Campionati nazionali bielorussi, lancio del disco - 58,98 m

2009
- Bronzo ai Campionati nazionali bielorussi invernali, lancio del disco - 51,70 m
- Oro ai Campionati nazionali bielorussi, getto del peso - 20,25 m
- Argento ai Campionati nazionali bielorussi, lancio del disco - 59,63 m

2010
- Oro ai Campionati nazionali bielorussi indoor, getto del peso - 21,00 m[24]

2011
- Oro ai Campionati nazionali bielorussi, getto del peso - 20,17 m

2012
- Oro ai Campionati nazionali bielorussi indoor, getto del peso - 19,80 m
- Oro ai Campionati nazionali bielorussi, getto del peso - 20,26 m

2013
- Oro ai Campionati nazionali bielorussi, getto del peso - 20,12 m
- Oro ai Campionati nazionali bielorussi, lancio del disco - 59,47 m

2014
- Oro ai Campionati nazionali bielorussi indoor, getto del peso - 20,29 m
- Argento ai Campionati nazionali bielorussi invernali, lancio del disco - 56,63 m
- Oro ai Campionati nazionali bielorussi, getto del peso - 19,90 m
- Oro ai Campionati nazionali bielorussi, lancio del disco - 60,19 m

2015
- Oro ai Campionati nazionali bielorussi indoor, getto del peso - 20,03 m

## Altre competizioni internazionali
2005
- Bronzo al Memorial Josefa Odlozila ( Praga), getto del peso - 20,24 m

2006
- Oro in Coppa Europa ( Praga), getto del peso - 20,48 m

2007
- Argento in Coppa Europa invernale di lanci ( Jalta), getto del peso - 19,86 m
- Bronzo al Janusz Kusocinski Memorial ( Varsavia), getto del peso - 19,93 m

2008
- Oro al Janusz Kusocinski Memorial ( Varsavia), getto del peso - 20,85 m

2009
- 7º agli FBK Games ( Hengelo), getto del peso - 19,74 m
- 7º al IX European Athletics Festival ( Bydgoszcz), getto del peso - 19,73 m

2010
- 6º all'ExxonMobil Bislett Games ( Oslo), getto del peso - 20,41 m
- 5º al X European Athletics Festival ( Bydgoszcz), getto del peso - 20,61 m
- Bronzo al Memoriał Janusza Kusocińskiego ( Varsavia), getto del peso - 20,36 m
- 4º al Golden Gala ( Roma), getto del peso - 20,89 m
- 4º agli Europei a squadre ( Bergen), getto del peso - 19,97 m
- 8º al DN Galan ( Stoccolma), getto del peso - 20,01 m
- 4º al IAAF World Challenge Zagreb ( Zagabria), Getto del peso - 20,85 m

2011
- 8º al Qatar Athletic Super Grand Prix ( Doha), getto del peso - 20,11 m
- 7º al Golden Gala ( Roma), getto del peso - 20,21 m
- 8º agli FBK Games ( Hengelo), getto del peso - 19,83 m
- Oro al XI European Athletics Festival ( Bydgoszcz), getto del peso - 20,43 m
- Argento alla Samsung Athletic Cup ( Cracovia), getto del peso - 19,52 m
- Bronzo al Janusz Kusocinski Memorial ( Stettino), getto del peso - 20,09 m
- 8º al Memorial Van Damme ( Bruxelles), getto del peso - 19,76 m

2012
- 9º al DN Galan ( Stoccolma), getto del peso - 18,22 m

2013
- 6º agli Europei a squadre ( Gateshead), getto del peso - 19,02 m
- 8º agli Europei a squadre ( Gateshead), lancio del disco - 56,24 m
- Bronzo al Znamensky Memorial ( Žukovskij), getto del peso - 19,11 m

2014
- 17º in Coppa Europa invernale di lanci ( Leiria), lancio del disco - 56,17 m
- 9º in Coppa Europa invernale di lanci ( Leiria), getto del peso - 19,22 m
- 5º in Coppa dei Campioni per club ( Vila Real de Santo António), getto del peso - 19,02 m
- 6º in Coppa dei Campioni per club ( Vila Real de Santo António), lancio del disco - 52,98 m
- Oro agli Europei a squadre (First League) ( Tallinn), getto del peso - 19,74 m
- 8º agli Europei a squadre (First League) ( Tallinn), lancio del disco - 53,50 m

2015
- Bronzo agli Europei a squadre ( Čeboksary), getto del peso - 20,15 m

## Riconoscimenti
- Atleta bielorusso dell'anno 2009.[26]